# Néa Sánta
Néa Sánta är en ort i Grekland.   Den ligger i prefekturen Nomós Kilkís och regionen Mellersta Makedonien, i den norra delen av landet, 300 km norr om huvudstaden Aten. Néa Sánta ligger 122 meter över havet och antalet invånare är 1 420.
Terrängen runt Néa Sánta är kuperad åt sydost, men åt nordväst är den platt. Runt Néa Sánta är det ganska tätbefolkat, med 214 invånare per kvadratkilometer. Närmaste större samhälle är Oraiókastro, 12,2 km söder om Néa Sánta. Trakten runt Néa Sánta består till största delen av jordbruksmark.